# Тереза Медейрос
Тереза Медейрос (на английски: Teresa Medeiros) е американска писателка на бестселъри в жанра исторически любовен роман и паранормален фентъзи любовен роман.

## Биография и творчество
Тереза Лин Медейрос е родена 26 октомври 1962 г. в Хайделберг, Германия, в семейството на Дрейтън, офицер от армията и пощите, и домакинята Линда, Хатчър. Като единствено дете много обича да чете книги. Опитва да пише още на 12 г. Учи в обществения колеж в Мадисънвил. Завършва през 1983 г. Университета на Кентъки с диплома за медицинска сестра.
На 18 май 1984 г. се омъжва за Майкъл Медейрос, колега по професия. Работи като медицинска сестра в продължение на 9 г., включително 7 г. в щатската психиатрична болница в Хопкинсвил, Кентъки.
Пише първия си роман на 21 г. Твори упорито сутрин, преди да отиде на работа. Романсът „Lady of Conquest“ е публикуван през 1989 г. Постепенно Тереза става една от най-търсените авторки. През 1992 г. се посвещава изцяло на писателското си поприще.
Любовните романи на Тереза Медейрос са постоянно в списъците на бестселърите на „Ню Йорк Таймс“. Те са преведени на повече от 17 езика и са издадени в тираж над 10 милиона екземпляра. Медейрос многократно е номинирана за наградите „РИТА“. Романите ѝ „Fairest of Them All“, „Скандална нощ“, „Драконът със зелените очи“ и „Some Like It Wild“ са носители на награди за най-добър исторически любовен роман. Двукратен носител е на наградите PRISM (Prestigious Results in Sales and Marketing) за реализирани продажби.
Член е на Асоциацията на писателите на любовни романи в Америка и основател на Залата на славата на писателите на любовни романи.
Тереза Медейрос живее със съпруга си и двете си любими котки в Хопкинсвил, Кентъки. Обича да чете, да ходи на туризъм, да се занимава с личния си блог и кореспонденция.

## Произведения

### Самостоятелни романи
- Lady of Conquest (1989)
- Отмъстителят, Shadows and Lace (1990)
- Heather and Velvet (1991)
- Once an Angel (1993)
- Шепотът на розите, A Whisper of Roses (1993)
- Крадец на сърца, Thief of Hearts (1994)
- Fairest of Them All (1995) – награда за най-добър исторически любовен роман
- Nobody's Darling (1998)
- Твой завинаги, Yours Until Dawn (2004)
- The Devil Wears Plaid (2010)
- Goodnight Tweetheart (2010)

### Серия „Магията на семейство Ленокс“ (Lennox Family Magic)
1. Breath of Magic (1996)
2. Touch of Enchantment (1997)

### Серия „Вълшебна приказка“ (Fairy Tale)
1. Charming the Prince (1999)
2. Драконът със зелените очи, The Bride and the Beast (2000) – награда за най-добър исторически любовен роман

### Серия „Сестрите Феърлей“ (Fairleigh Sisters)
1. A Kiss to Remember (2001)
2. Скандална нощ, One Night of Scandal (2003) – награда за най-добър исторически любовен роман

### Серия „Кейн“ (Kane/Cabot Vampire)
1. След полунощ, After Midnight (2005)
2. Моят любим вампир, The Vampire Who Loved Me (2006)

### Серия „Кинкейд Хайленд“ (Kincaid Highland)
1. Some Like It Wicked (2008)
2. Some Like It Wild (2009) – награда за най-добър исторически любовен роман

### Серия „Удоволствието от целувката“ (Pleasure of Your Kiss)
1. The Pleasure of Your Kiss (2011)
2. The Temptation of Your Touch (2013)